# 반카 몬테 데이 파스키 디 시에나

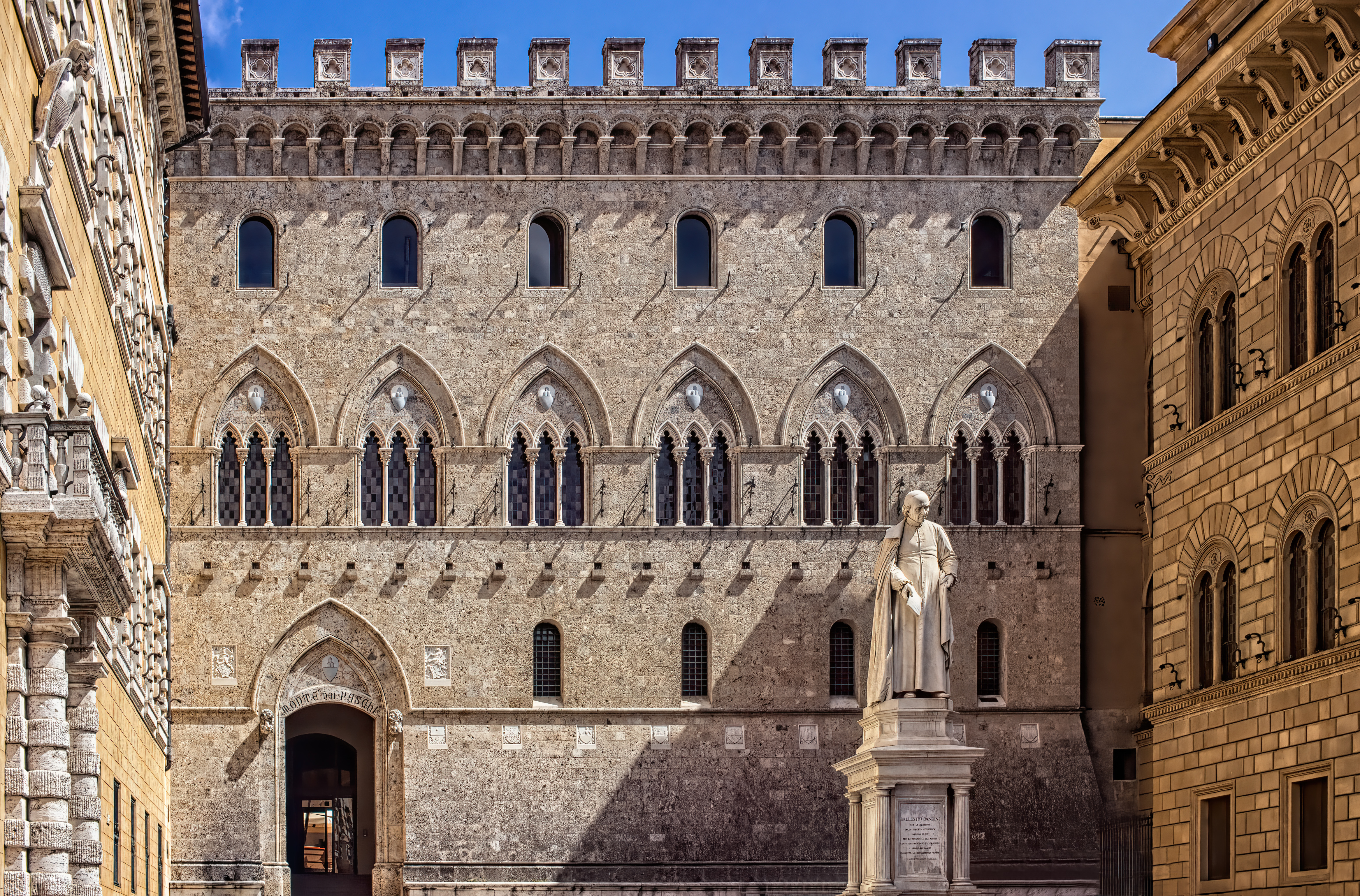

반카 몬테 데이 파스키 디 시에나(Banca Monte dei Paschi di Siena, BMPS)는 이탈리아의 대형은행이다. 1472년 창설된 세계에서 가장 오래된 은행이며, 2017년 기준 이탈리아 4위 규모의 대형은행이다. 현재는 2,100개 지점에서 26,000명 직원이 일하며, 450만명의 고객이 이용하고 있다.

## 역사
방카 몬테 데이 파스키 디 시에나는 1472년 3월 4일 시에나 공화국에서 시작했다.
지금의 모습으로 영업을 하기 시작한 것은 1624년 시에나를 토스카나 대공국이 합병하면서부터이다.

### 2010년대
2008년 글로벌 금융위기 때 부도위기에 처했던 미국 은행들의 부실대출 비율은 5%였다. 그런데, 현재 이탈리아 은행들의 부실대출 비율은 17%이다. 2016년 1월 26일, 국제정보컨설팅 그룹인 지오폴리티컬 퓨처스(GF)는 이탈리아 은행들의 부실채권 문제 때문에, 그리스에 이어 이탈리아 국가부도의 가능성이 매우 크다고 분석했었다.
영국의 브렉시트 이후, 유럽중앙은행(ECB)은 2018년까지 NPL(부실채권)을 145억유로(약 18조5000억원) 줄이라고 BMPS에 통보했다. BMPS의 주가는 이틀동안 31%나 폭락했다.
마테오 렌치 이탈리아 총리는 세금을 거둬서 부실화된 은행들을 지원하겠다고 주장한다. 반면에 이탈리아 출신 마리오 드라기 유럽중앙은행 총재는, 세금으로 이탈리아 은행을 공적지원하면 안되며, 우선 해당 은행들이 자구책으로 대대적인 구조조정을 단행해야만 한다고 주장한다. 그러면서 BMPS에 부실채권을 줄여 구조조정 하라고 일방통보했다.
2016년 기준으로, 이탈리아 은행들이 보유한 부실채권(NPL) 규모는 전체 유럽 은행권 보유분의 1/3에 해당하는 3,600억 유로(462조원)나 되며, 이는 2008년 글로벌 금융위기 때 보다 4배 규모로 악회된 것이다. 브렉시트로 유럽경제가 충격을 받으면, 가장 먼저 붕괴될, 가장 취약한 부분이, 바로 이탈리아 은행들이라고 분석되고 있다.

## 같이 보기
- 2008년 글로벌 금융위기
- 2010년 유럽 국가부채위기
- 피그스